# Rimas Kurtinaitis
Rimas Kurtinaitis (Kaunas, 15 mei 1960) is een voormalig Litouws en Sovjet basketbalspeler. Hij speelde voor het nationale team van de Sovjet-Unie en voor Litouwen. Hij speelde als Shooting-guard en is in 1989 de enige niet-Amerikaan en niet-NBA speler in de NBA All-Star Three Point Contest.
In 1997 werd hij Minister van Sport van Litouwen. In 2003 werd hij hoofdcoach van het nationale basketbalteam van Azerbeidzjan.
Hij werd hoofdcoach van BC Sakalai in Litouwen en in 2007 van Śląsk Wrocław in Polen. Hij was hoofdcoach van Lietuvos rytas Vilnius uit Litouwen waarmee hij in 2009 de EuroCup won door Chimki Oblast Moskou uit Rusland met 80-74 te verslaan. In 2010 werd hij hoofdcoach van VEF Riga uit Letland. Na één seizoen verliet hij de club om te gaan werken bij Chimki Oblast Moskou uit Rusland.

## Erelijst
- Landskampioen Sovjet-Unie: 5
  - Winnaar: 1982, 1983, 1985, 1986, 1987
- Intercontinental Cup: 1
  - 1986
- Landskampioen Spanje: 1
  - Winnaar: 1994
- Olympische Spelen:
  - Goud: 1988
  - Brons: 1992, 1996
- Wereldkampioenschap:
  - Goud: 1982
  - Zilver: 1986
- Europees Kampioenschap:
  - Goud: 1985
  - Zilver: 1987, 1995
  - Brons: 1989
- Vriendschapsspelen: 1
  - Goud: 1984